# Mauerhase
Mauerhase (polnisch: Królik po berlińsku) ist eine deutsch-polnische Dokumentation über das Schicksal der im Todesstreifen während der deutsch-deutschen Teilung lebenden Wildkaninchen. Der Dokumentarfilm war 2010 für den Oscar in der Kategorie Bester Kurzdokumentarfilm nominiert.

## Inhalt
Der Film beschreibt die Zeit der Teilung aus der Sicht der Kaninchen, denen die eigentliche Bedeutung der Vorgänge an der innerdeutschen Grenzen verborgen und fremd bleibt. Sie gehen davon aus, dass die Mauer zu ihrer Sicherheit gebaut wurde.
Für die Kaninchen ist die Zeit der Teilung eine glückliche, da sie im Todesstreifen weitestgehend unberührt und frei von natürlichen Feinden leben können. Nach dem Fall der Mauer sind die Kaninchen gezwungen sich im Westen zurechtzufinden.